# 最高人民法院行政审判庭
最高人民法院行政审判庭，位于北京市东城区东交民巷27号，是中华人民共和国最高人民法院内设机构。

## 沿革
1988年9月5日，最高人民法院行政审判庭正式建立并开展工作。截至1988年6月底，全国各地已有21个高级人民法院、224个中级人民法院、1154个基层人民法院正式建立了行政审判庭。1988年10月4日最高人民法院行政审判庭正式运作。

## 职能
2000年12月4日，《最高人民法院机关内设机构及新设事业单位职能》（法发〔2000〕30号）发布，其中规定最高人民法院机关内设机构有行政审判庭，职能是：
1. 审判第一、二审行政案件和行政赔偿案件。
2. 审查处理立案庭移送的不服高级人民法院生效裁判的行政申诉案件及少数立案庭移送的不服基层法院、中级人民法院生效裁判的行政申诉案件。
3. 审判最高人民检察院按照审判监督程序对下级人民法院作出的行政生效裁判提出抗诉的案件。
4. 审查行政机关申请强制执行案件。
5. 审批高级人民法院行政案件延长审限的申请[3]。

目前行政审判庭“主要负责最高人民法院审理的第一、二审行政案件；审判不服下级人民法院生效裁判的行政审判监督案件；审查行政机关申请强制执行案件；办理行政赔偿案件。”

## 历任庭长、副庭长
| 庭长 1. 黄杰（1988年7月1日—1995年5月10日） 2. 江必新（1999年6月28日—2003年4月26日） 3. 王秀红（2003年4月26日—2004年12月29日） 4. 赵大光（2004年12月29日—2015年8月29日） 5. 贺小荣（2015年11月4日—2017年4月27日） 6. 黄永维（2017年12月27日—2021年2月28日） 7. 于厚森（2021年2月28日—） | 副庭长 - 杨克佃（1992年9月4日—1998年11月4日） - 江必新（1995年2月28日—1999年6月28日） - 赵大光（1998年11月4日—2004年12月29日） - 孔祥俊（2002年2月28日—2004年8月28日） - 杨临萍（2005年8月28日—2011年6月30日） - 李广宇（2005年10月27日—2019年4月23日） - 王振宇（2012年6月30日—2019年6月29日） - 薛刚凌（2012年12月28日—2015年7月1日） - 王锡锌（2015年4月24日—2017年4月27日） - 王敬波（2017年4月27日—2019年4月23日） - 郭修江（2018年12月29日—） - 梁凤云（2019年6月29日—） - 章志远（2020年12月26日—2021年12月24日） |